# أندرياس بيرمان
أندرياس بيرمان (بالألمانية: Andreas Biermann) هو لاعب كرة قدم ألماني في مركز الدفاع، ولد في 13 سبتمبر 1980 في برلين في ألمانيا، وتوفي بنفس المكان في 18 يوليو 2014. لعب مع تنس بوروسيا برلين وكيمنتزر ونادي سانت باولي ونادي هرتا برلين ويونيون برلين.

## وصلات خارجية
- أندرياس بيرمان على موقع قاعدة بيانات كرة القدم.إي يو (الإنجليزية)
- أندرياس بيرمان على موقع بيانات كرة القدم. دي إي (الألمانية)
- أندرياس بيرمان على موقع عالم كرة القدم.نت (الإنجليزية)
- أندرياس بيرمان على موقع IMDb (الإنجليزية)